# Acupalpus exiguus
Acupalpus exiguus es una especie de escarabajo del género Acupalpus, familia Carabidae. Fue descrita por Pierre François Marie Auguste Dejean en 1829.
Habita en Gran Bretaña, Dinamarca, Suecia, Finlandia, Francia, Bélgica, Países Bajos, Alemania, Suiza, Austria, Chequia, Eslovaquia, Hungría, Polonia, Letonia, Bielorrusia, Ucrania, Italia, Eslovenia, Croacia, Bosnia y Herzegovina, Yugoslavia, Macedonia del norte, Grecia, Bulgaria, Rumania, Moldavia, Georgia, Armenia, Azerbaiyán, Kazajistán y Rusia.